# Люксембурзький компроміс
Люксембурзький компроміс (Luxembourg Compromise) — спосіб розв'язання кризи «порожнього крісла», що виникла в липні 1965 року, внаслідок демонстративної відмови Франції від свого місця в Раді.
Рішення президента Франції Шарля де Ґолля бойкотувати засідання Ради було викликане завершенням перехідного періоду, упродовж якого рішення щодо єдиного ринку ухвалювались одностайно. Перспектива голосування кваліфікованою більшістю такого життєво важливого для Франції питання, як фінансування спільної сільськогосподарської політики, і імовірність залишитись у меншості змусили де Ґолля вдатися до такого радикального заходу. 
Люксембурзький компроміс, завдяки якому країни-члени здобули право накладати [вето] на пропозиції, що зачіпають головні національні інтереси, досягнуто в січні 1966 року.